# Hemgölen (Västra Eneby socken, Östergötland, 643855-148513)
Hemgölen är en sjö i Kinda kommun i Östergötland och ingår i Motala ströms huvudavrinningsområde.